# Kunratice, Liberec
Kunratice là một làng thuộc huyện Liberec, vùng Liberecký, Cộng hòa Séc.